# Château de Meudon
Château de Meudon var ett slott nära Meudon i Frankrike.  Det var tidvis ett kungligt eller kejserligt slott mellan 1696 och 1871. 